# Thomas Fleischmann

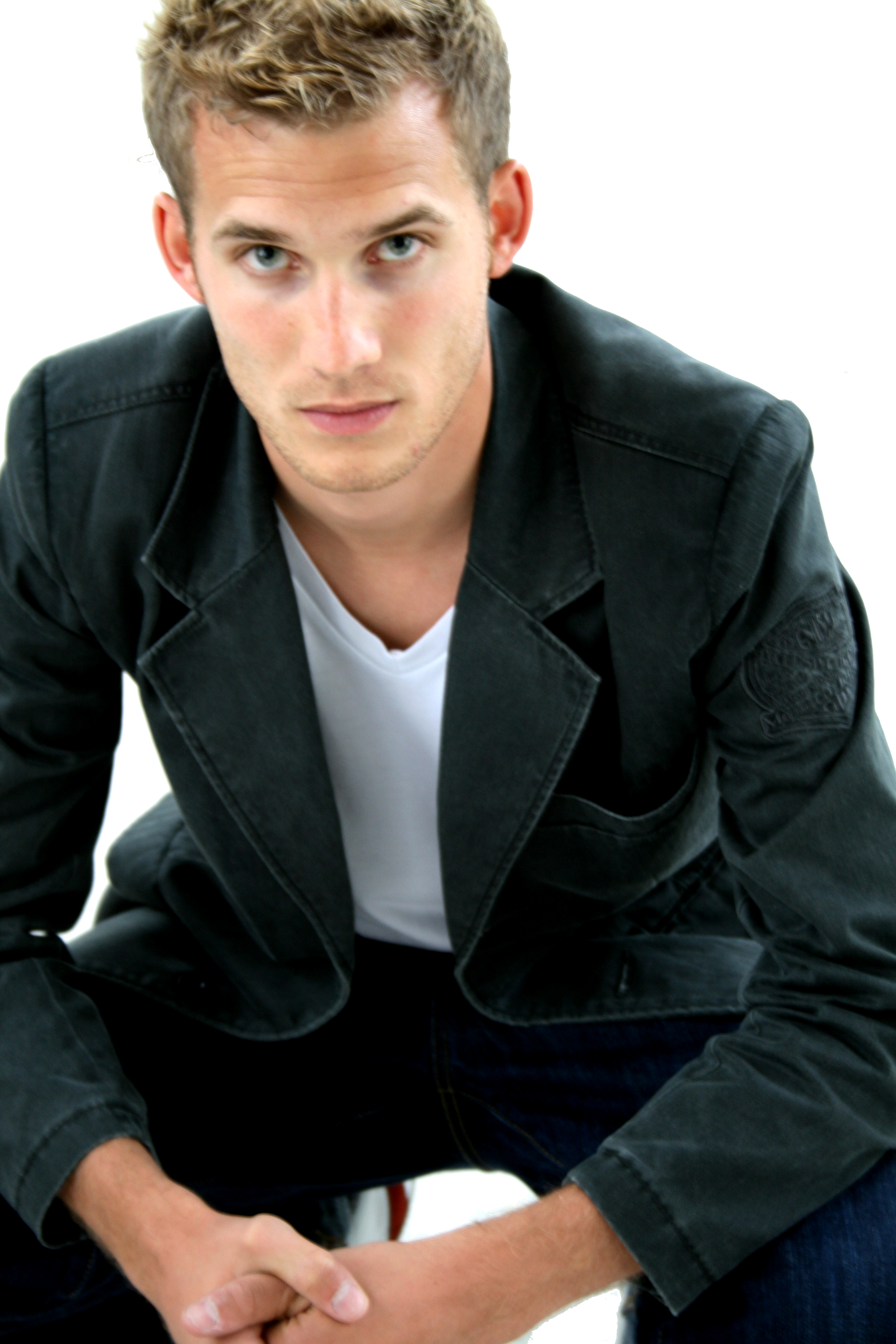
Thomas Fleischmann (2007)

Thomas Fleischmann (* 3. Oktober 1981 in Neuendettelsau) ist ein deutscher Sportjournalist und Fernsehmoderator.

## Leben
Bis zum Abitur besuchte Fleischmann das Johann-Sebastian-Bach-Gymnasium in Windsbach und war Mitglied und Solist im Windsbacher Knabenchor.
Seine Tätigkeit beim Fernsehen begann Fleischmann 2002 mit einem Praktikum und Volontariat beim RTL-Television-Fenster Franken TV in Nürnberg, für das er von 2004 bis 2007 als Moderator und Redakteur tätig war. 2007 folgte der Wechsel zum deutschen Privatsender Sport1. Dort war er ab 2009 Moderator der Sendung Sport1 News. Während der Fußball-Weltmeisterschaft 2010 moderierte er auch die Sendung WM aktuell. 
Er arbeitete für die Fußball-Formate Doppelpass, Bundesliga aktuell, Hattrick – Die 2. Bundesliga und LIGA total! Seit Dezember 2011 ist er bei Sky Sport News (HD) als Moderator tätig.
Als Reaktion auf homophobe Äußerungen durch Katars Fußball-WM-Botschafter Khalid Salman outete sich Fleischmann im November 2022 live im Fernsehen als homosexuell.
Fleischmann lebt in München.